# Simon Hayes
Simon Hayes é um sonoplasta britânico. Venceu o Oscar de melhor mixagem de som na edição de 2013 por Les Misérables, ao lado de Mark Paterson e Andy Nelson.